# یوان لانجلی
یوان لانجلی (عربی: يوان لانجلي؛ زادهٔ ۲۵ دسامبر ۱۹۸۲) بازیکن فوتبال اهل موریتانی است.
از باشگاه‌هایی که در آن بازی کرده‌است می‌توان به باشگاه فوتبال سیون، باشگاه فوتبال انوسیس نئون پارالیمنی، باشگاه فوتبال فادوتس، باشگاه فوتبال ویرا و باشگاه فوتبال بوردو اشاره کرد.
وی همچنین در تیم ملی فوتبال موریتانی بازی کرده‌است.